# Ga Munyang

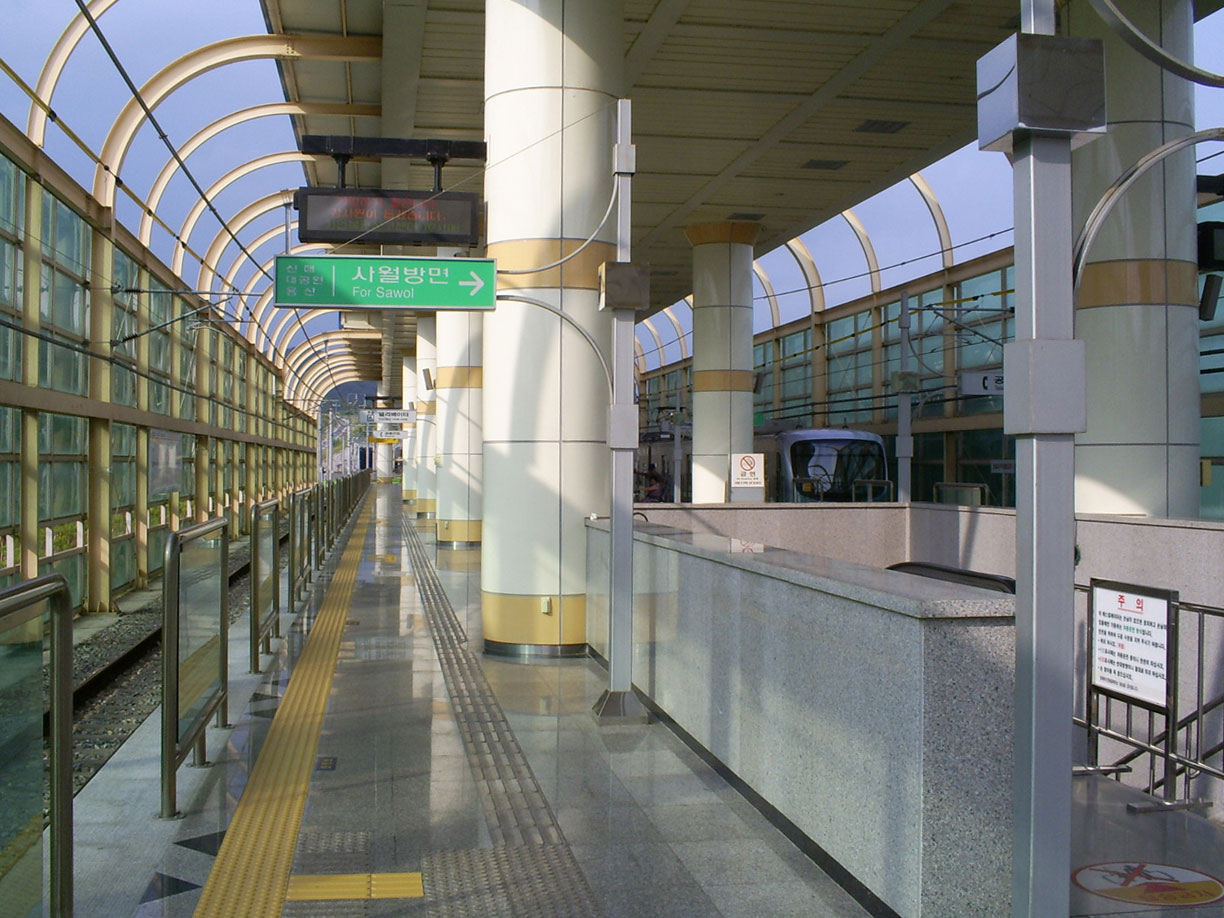
Sân ga

Ga Munyang là ga của Daegu Metro tuyến 2 ở Munyang-ri, Dasa-eup, huyện Dalseong, Daegu, Hàn Quốc.

## Liên kết
- Mạng thông tin trạm Lưu trữ ngày 3 tháng 3 năm 2014 tại Wayback Machine từ Tổng công ty vận chuyển đô thị Daegu